# Gleisabschluss

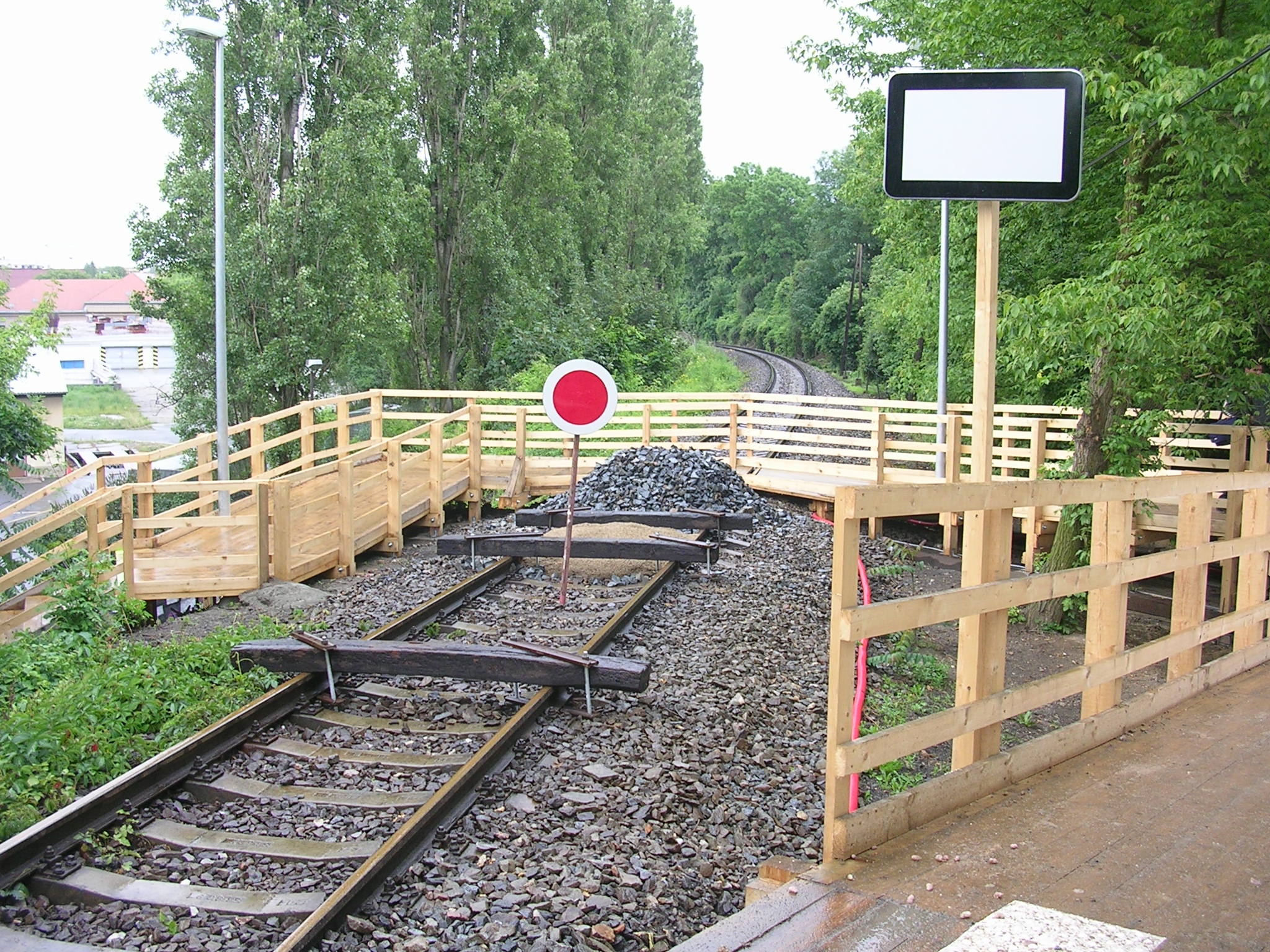
Aufgeklammerte Schwellen

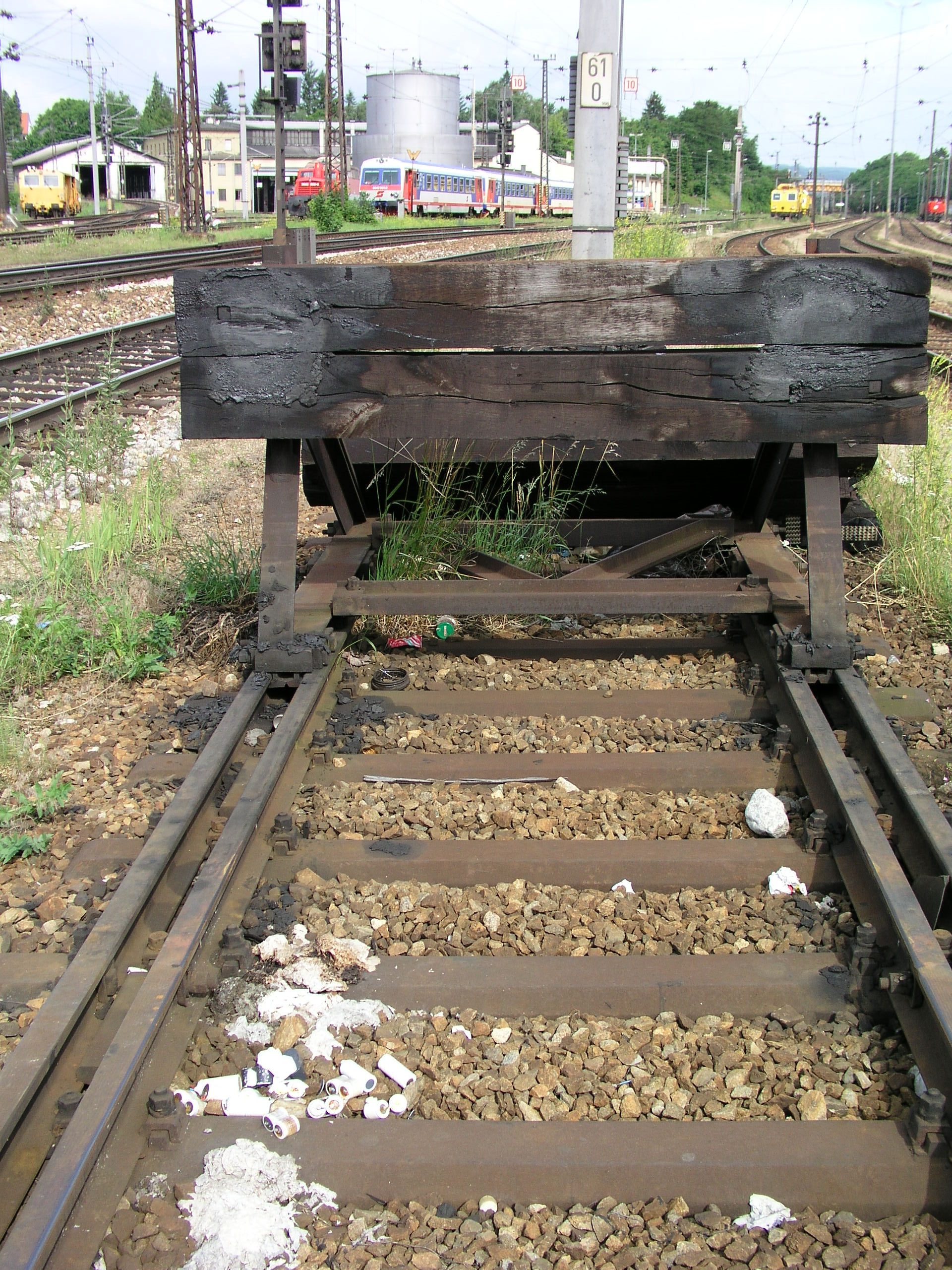
Gleisabschluss im Bahnhof St. Pölten

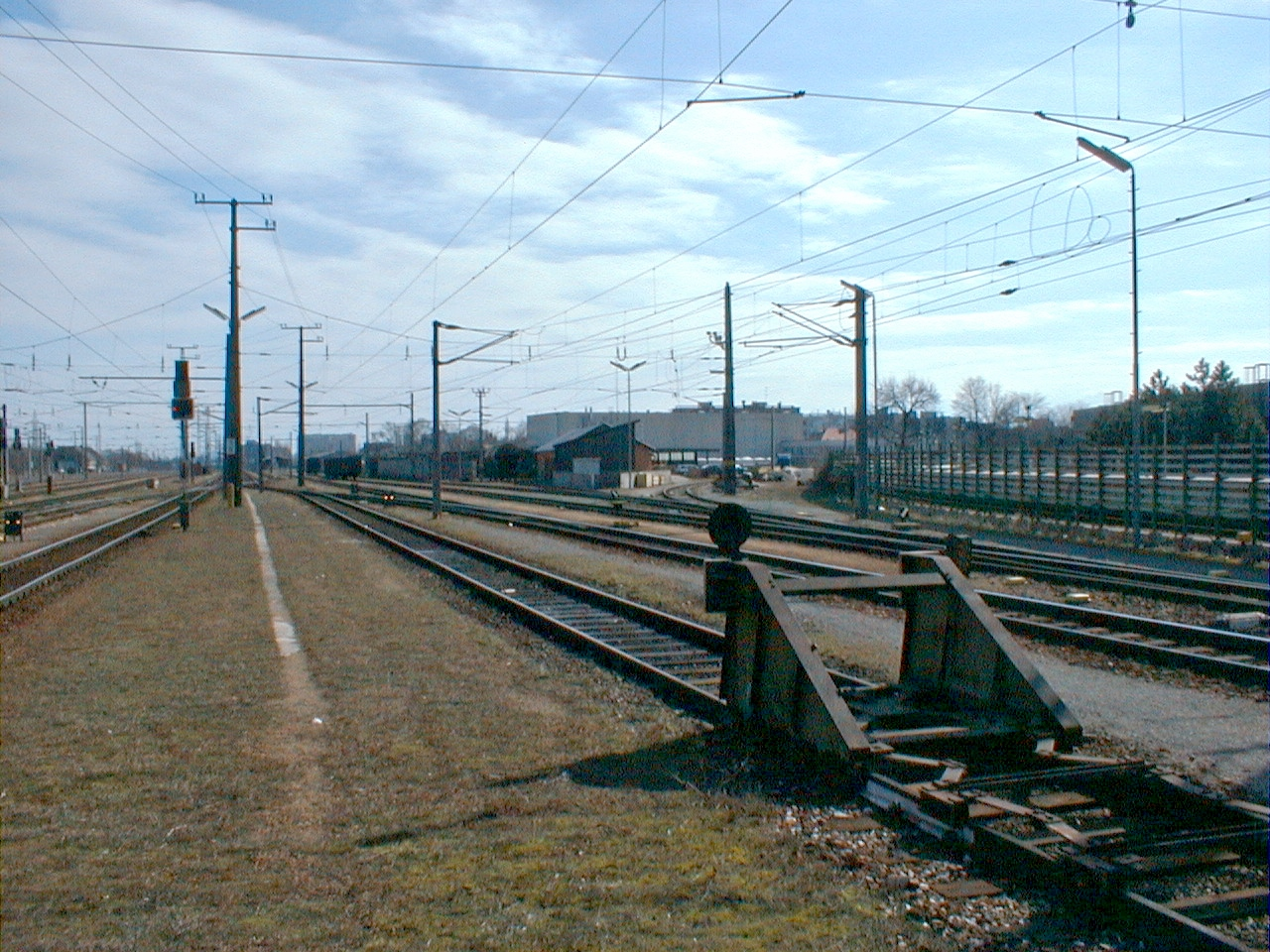
Gleisabschluss im Bahnhof Wien Hütteldorf mit Scherenbremse

Gleisabschluss ist der Oberbegriff für verschiedene mit Gleisanlagen bzw. im Ober- oder Unterbau verankerte Einrichtungen, die das Abrollen von Schienenfahrzeugen über das Gleisende eines Stumpfgleises hinaus verhindern sollen. Provisorische Gleisabschlüsse wie Schwellenkreuze und aufgeklammerte Schwellen werden in erster Linie im Verlauf von Gleisbauarbeiten vor unbefahrbaren Stellen oder auch als Anprallsicherung vor langfristig abgestellten Fahrzeugen angebracht.
Ein Gleisabschluss kann als
- Prellbock aus Stahl und Stahlbeton in verschiedensten Ausführungen auch mit abbremsender Funktion,
- Gleisendschuh vorwiegend in Hallengleisen (Lokschuppen u. dgl.),
- Erdhügel,
- Stirn- oder Kopframpe,
- Schwellenkreuz oder
- aufgeklammerte Schwellen

ausgeführt sein.